# Asclerobia sinensis
Asclerobia sinensis är en fjärilsart som beskrevs av Caradja 1937. Asclerobia sinensis ingår i släktet Asclerobia och familjen mott. Inga underarter finns listade i Catalogue of Life.